# Heiliges Grab (Oberglogau)

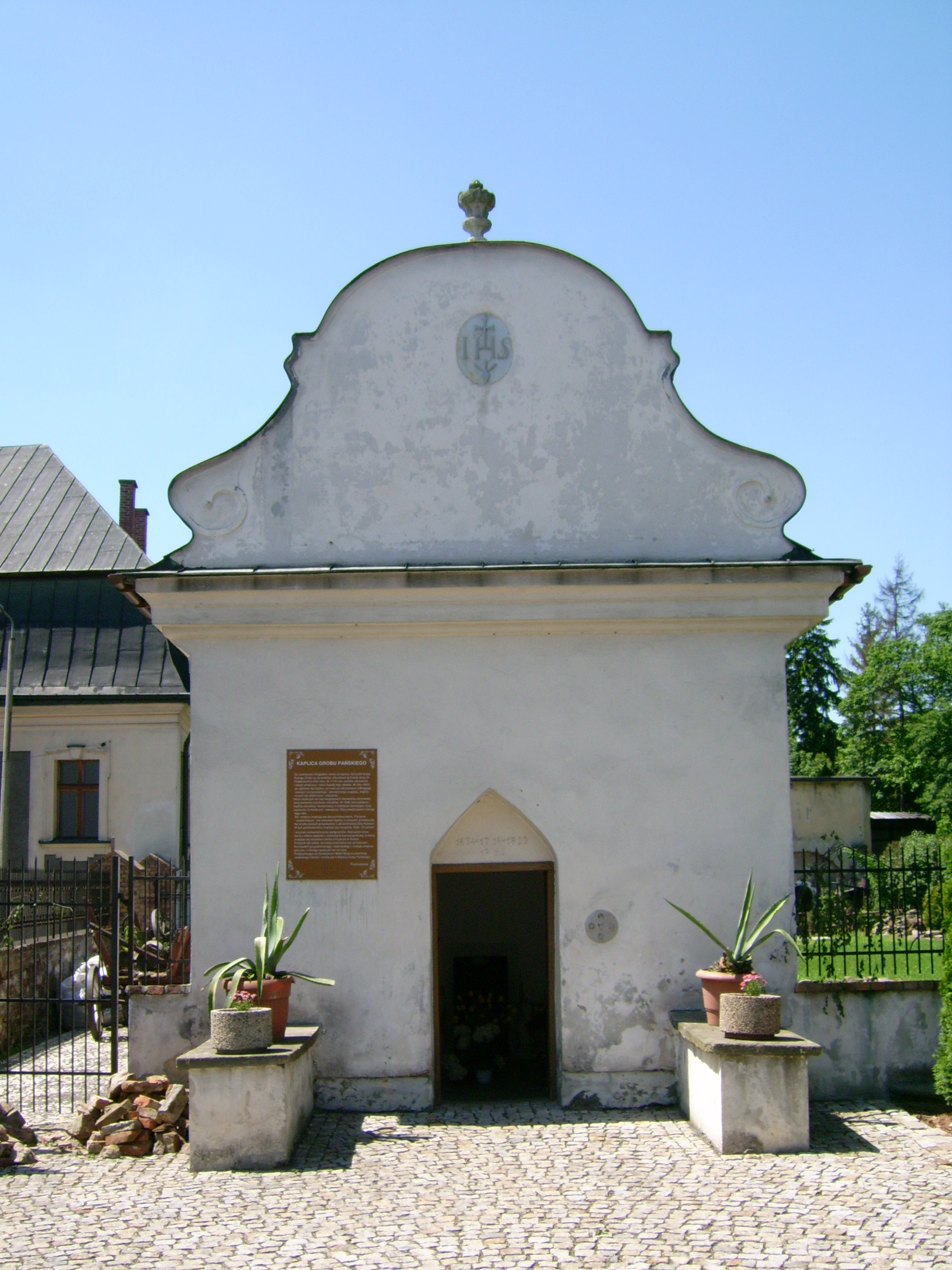
Die Kapelle

Das Heilige Grab im oberschlesischen Oberglogau (Głogówek) ist eine Kapelle aus dem 17. Jahrhundert. Sie ist eine Nachbildung des Heiligen Grabs in Jerusalem. Es befindet sich  auf dem Gelände des Oberglogauer Schlosses dicht an dessen Mauern.
In einem abgetrennten Raum befindet sich ein steinerner Kubus, der das Grab Christi darstellt. In diesen Raum gelangt man durch einen niedrigen Durchgang bückend hinein. An der Fassade befinden sich zehn byzantinische Säulen.

## Geschichte
Die Kapelle „Heiliges Grab“ wurde durch den Majoratsstifter und Reichsgraf Johann Georg III. von Oppersdorff gestiftet und 1634 auf dem Vorhof des Schlosses errichtet. In ihrer ursprünglichen Gestalt soll sie sowohl von innen als auch von außen dem Heiligen Grab in Jerusalem nah nachempfunden gewesen sein. 1714 wurde die Kapelle renoviert und ihre Fassade umgestaltet.
Als 1822 in der Nähe der Kapelle ein Feuer ausbrach, geriet auch die Kapelle unter Mitleidenschaft und die Kuppel, die die Kapelle anfangs trug, wurde zerstört. Sie wurde danach nicht wieder aufgebaut. Es folgten der Wiederaufbau und eine erneute Renovierung.

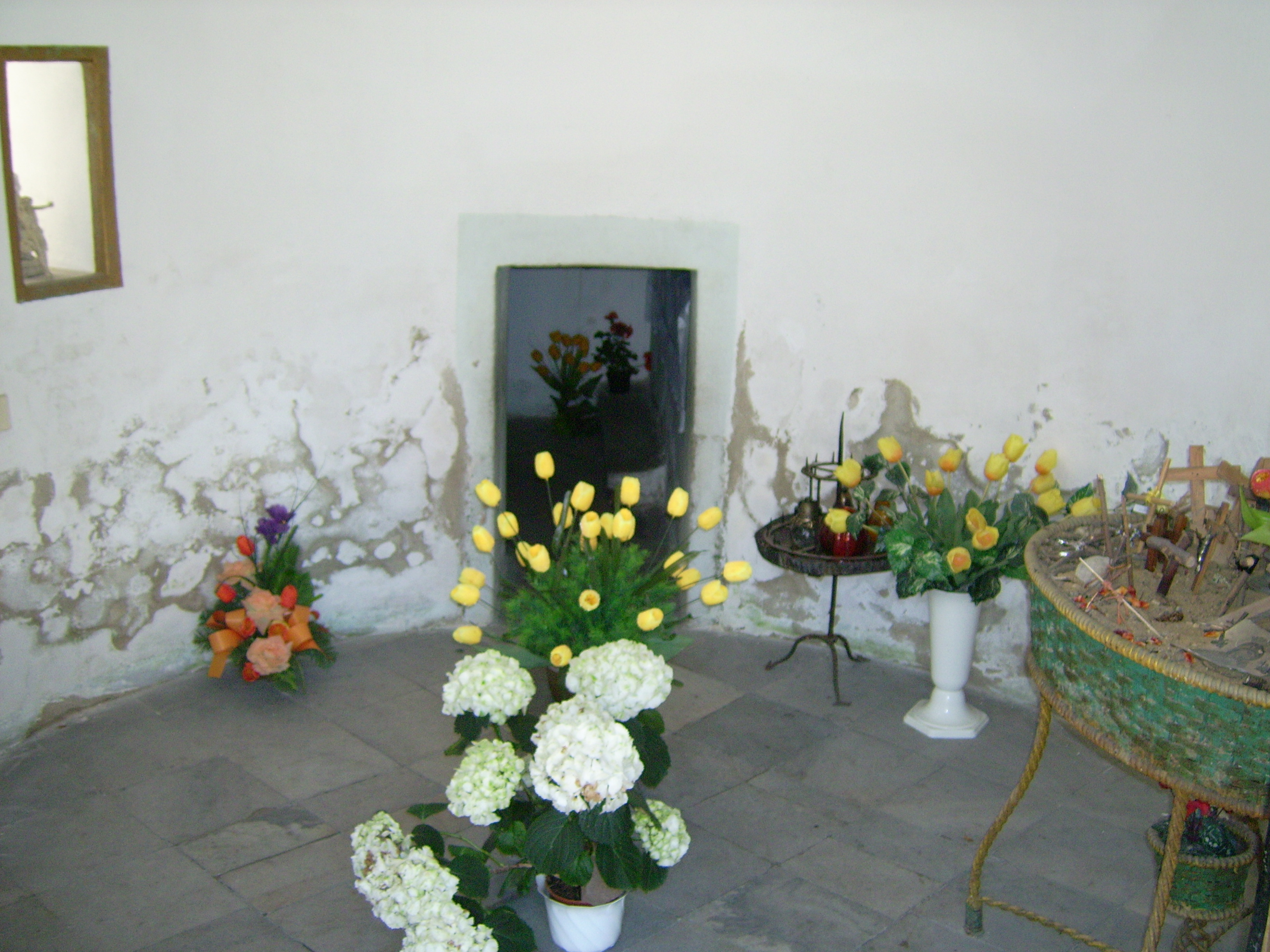
Innenansicht
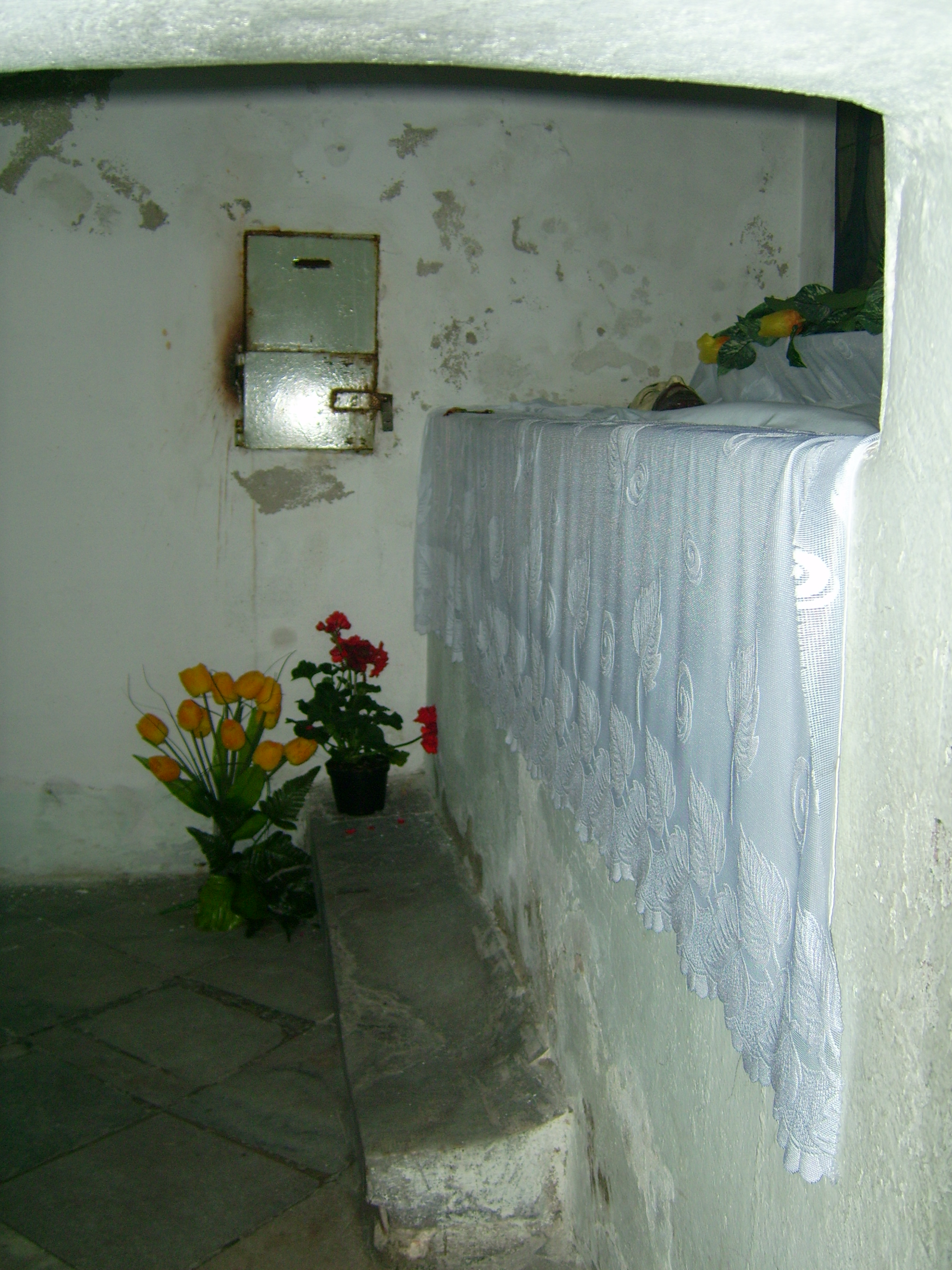
Das nachgebildete Grab